# Bring Me the Horizon
Bring Me the Horizon (BMTH) is een metalband uit de Engelse plaats Sheffield (Yorkshire).
Bring Me the Horizon werd opgericht in 2004; de bandleden kwamen uit verschillende groepen.
De band gebruikt elementen van hardcore punk en heavy metal in hun muziek, waardoor hun genre omschreven wordt als metalcore. Met het uitbrengen van "That's the Spirit" in 2015 waren veel fans ontevreden omdat het te 'Pop' zou zijn voor waar de band voor staat. In een interview in 2017 heeft de band aangegeven weer een stap terug te gaan met hun nieuwe album waardoor het misschien wat gaat lijken op "Sempiternal".
De naam is afgeleid van de film Pirates of the Caribbean: The Curse of the Black Pearl waar Jack Sparrow aan het einde zegt "Now, bring me that horizon"
De band heeft een contract met Epitaph Records, voorheen hadden ze een contract met Visible Noise Records & Thirty Days Of Night Records. Zij waren destijds de eerste band die zich contracteerde bij dat label.
Bring Me the Horizon heeft in het begin van 2008 een tweede studioalbum geschreven, en opgenomen. In mei en april waren ze in Zweden met Fredrik Nordstrom, die gewerkt heeft met bands als At the Gates, Arch Enemy, I Killed the Prom Queen en Dimmu Borgir. Het album werd uitgegeven op 29 september 2008. In 2010 brachten ze het album ''There Is A Hell, Believe Me I've Seen It. There Is A Heaven, Let's Keep It A Secret''. (afgekort, "There is a Hell..") Nadat gitarist Jona Weinhofen was vervangen door toetsenist Jordan Fish bracht de band in 2013 het album "Sempiternal" uit. Dit album werd gezien als het album dat Bring Me the Horizon op de "Front stage" zette. Twee jaar later bracht de band in 2015 het album "That's the Spirit" uit.

## Tours
Ze hebben in het verleden getoerd met bands als Lostprophets, The Blackout, Killswitch Engage en The Haunted. In 2007 deden ze een tournee in het Verenigd Koninkrijk met de metalcoreband I Killed the Prom Queen.
Ook speelden ze op het Download Festival 2007 in juni, waar onder andere ook Iron Maiden en Slayer speelden.
In 2011 toerde de band met Architects en  The Devil Wears Prada door Europa.

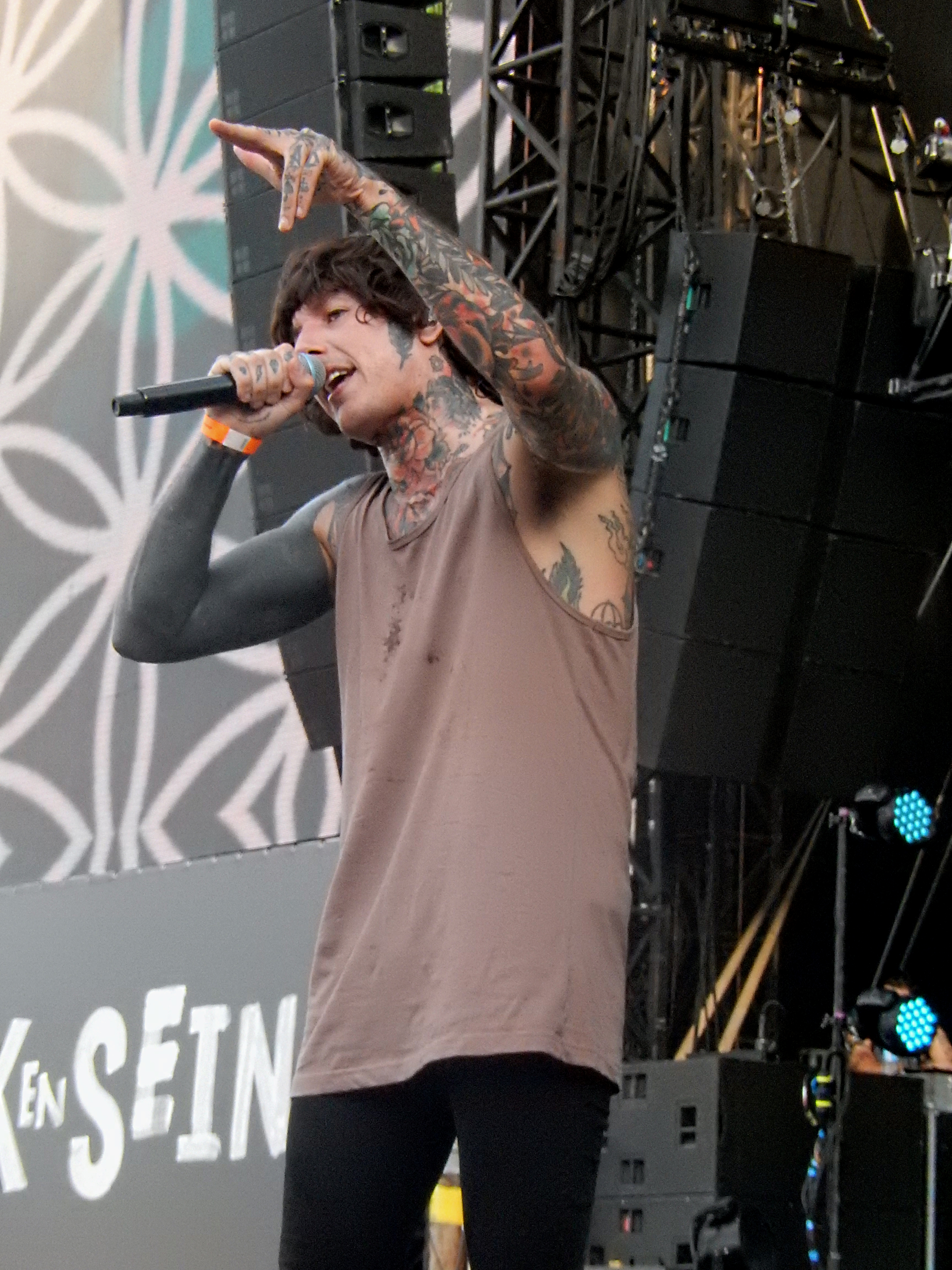
Oliver Sykes tijdens Rock en Seine 2016, Parijs

In 2008, 2011, 2014 en 2024 stonden ze op Graspop Metal Meeting ( in 2024 als headliner)
In 2015 stonden ze met Beartooth en Pvris op poppodium 013 en zouden ze normaal naar de Ancienne Belgique komen. Maar dit optreden werd verplaatst naar april 2016 omwille van de aanslagen kort voordien in de Bataclan in Parijs.
In 2016 stonden ze op onder andere Rock Werchter, Pukkelpop en Pinkpop.
In Begin 2017 was Bring Me the Horizon de headliner van "The American Nightmare Tour" in Noord-Amerika met Underoath en Beartooth.
Op 31 mei 2019 maakten Bring Me The Horizon hun debuut als festival-headliner op het Londense All Points East. Ze waren tevens ook curator van deze festival dag en programmeerden onder anderen Architects, While She Sleeps, Run the Jewels, Nothing but Thieves en Yonaka. Tijdens hun eigen show kwamen ook enkele special guests aan bod.  Sam Carter (Architects), Dani Filth (Cradle Of Filth) en Jamie McLees (Lotus Eater).

## Bandleden
- Oliver Sykes - leadzanger (2004 - heden)
- Lee Malia - leadgitaar, achtergrondzang (2004 - heden)
- Matthew Kean - basgitaar (2004 - heden)
- Matt Nicholls - drum (2004 - heden)

### Bandlid tijdens tournees
- Brendan MacDonald - rhythmgitaar, achtergrondzang (2013 - heden)

### Ex-bandleden
- Curtis Ward - gitaar (2004-2009)
- Jona Weinhofen - gitaar, toetsen, zang (2009-2013)
- Jordan Fish - programming, toetsen, zang (2012 - 2023)

## Discografie

### Albums
| Album met eventuele hitnotering(en) in de Nederlandse Album Top 100 | Datum van verschijnen | Datum van binnenkomst | Hoogste positie | Aantal weken | Opmerkingen                |
| --- | --------------------- | --------------------- | --------------- | ------------ | -------------------------- |
| This Is What the Edge Of Your Seat Was Made For | 10-2005               | -                     |                 |              | heruitgave in januari 2006 |
| Count Your Blessings | 30-10-2006            | -                     |                 |              | heruitgave in 2008         |
| Suicide Season | 29-09-2008            | 18-10-2008            | 99              | 1            |                            |
| Suicide Season: Cut Up! | 02-11-2009            | -                     |                 |              |                            |
| There Is a Hell Believe Me I've Seen It. There Is a Heaven Let's Keep It a Secret. | 08-10-2010            | -                     |                 |              |                            |
| Sempiternal | 01-04-2013            | -                     |                 |              |                            |
| That's the Spirit | 11-09-2015            | 19/09/2015            | 5               | 5            |                            |
| amo | 25-01-2019            | 02-02-2019            | 12              | 3            |                            |
| Music to Listen to~Dance to~Blaze to~Pray to~Feed to~Sleep to~Talk to~Grind to~Trip to~Breathe to~Help to~Hurt to~Scroll to~Roll to~Love to~Hate to~Learn Too~Plot to~Play to~Be to~Feel to~Breed to~Sweat to~Dream to~Hide to~Live to~Die to~Go To | 17-12-2019            | -                     |                 |              |                            |
| Post-Human: Survival Horror (EP) | 30-10-2020            | 07-11-2020            | 41              | 2            |                            |

| Album met hitnotering(en) in de Vlaamse Ultratop 200 albums | Datum van verschijnen | Datum van binnenkomst | Hoogste positie | Aantal weken | Opmerkingen                |
| --- | --------------------- | --------------------- | --------------- | ------------ | -------------------------- |
| This Is What the Edge Of Your Seat Was Made For | 10-2005               | -                     |                 |              | heruitgave in januari 2006 |
| Count Your Blessings | 30-10-2006            | -                     |                 |              | heruitgave in 2008         |
| Suicide Season | 29-09-2008            | -                     |                 |              |                            |
| Suicide Season: Cut Up! | 02-11-2009            | -                     |                 |              |                            |
| There Is A Hell, Believe Me I've Seen It. There Is A Heaven, Let's Keep It A Secret | 08-10-2010            | -                     |                 |              |                            |
| Sempiternal | 29/03/2013            | 06/04/2013            | 149             | 5            |                            |
| That's The Spirit | 11-09-2015            | 19/09/2015            | 5               | 98           |                            |
| amo | 25-01-2019            | 02/02/2019            | 2               | 7            |                            |
| Music to Listen to~Dance to~Blaze to~Pray to~Feed to~Sleep to~Talk to~Grind to~Trip to~Breathe to~Help to~Hurt to~Scroll to~Roll to~Love to~Hate to~Learn Too~Plot to~Play to~Be to~Feel to~Breed to~Sweat to~Dream to~Hide to~Live to~Die to~Go To | 17-12-2019            | -                     |                 |              |                            |
| Post-Human: Survival Horror (EP) | 30-10-2020            | 07/11/2020            | 18              | 9            |                            |
| Post Human: NeX GEn | 24-05-2024            | 01/06/2024            | 15              | 16           |                            |

### Singles
| Single met hitnotering(en) in de Vlaamse Ultratop 50 | Datum van verschijnen | Datum van binnenkomst | Hoogste positie | Aantal weken | Opmerkingen    |
| ---------------------------------------------------- | --------------------- | --------------------- | --------------- | ------------ | -------------- |
| Drown                                                | 2014                  | 20/12/2014            | tip30           | 4            |                |
| Throne                                               | 2015                  | 15/08/2015            | tip29           | 6            |                |
| True Friends                                         | 2015                  | 05/12/2015            | tip74           | 7            |                |
| Follow You                                           | 2016                  | 26/03/2016            | tip32           | 6            |                |
| What You Need                                        | 2016                  | 26/03/2016            | tip             | 4            |                |
| Avalanche                                            | 2016                  | 16/07/2016            | tip             | 4            |                |
| Oh No                                                | 2017                  | 07/01/2017            | 43              | 1            |                |
| Mantra                                               | 2018                  | 01/09/2018            | tip7            | 4            |                |
| Wonderful Life                                       | 2018                  | 08/12/2018            | tip30           | 7            | met Dani Filth |
| Medicine                                             | 2019                  | 26/01/2019            | tip             | 4            |                |
| Mother Tongue (Sub Fucus remix)                      | 2019                  | 22/06/2019            | tip             | 4            |                |
| Parasite Eve                                         | 2020                  | 04/07/2020            | tip             | 4            |                |
| Obey                                                 | 2020                  | 12/09/2020            | tip             | 1            | met Yungblud   |
| Teardrops                                            | 2020                  | 17/11/2020            | tip             | 1            |                |

### De Zwaarste Lijst
| Nummer              | 2009* | 2010* | 2011* | 2012* | 2013 | 2014 | 2015 | 2016 | 2017 | 2018 | 2019 | 2020 | 2021 | 2022 | 2023 | 2024 | 2025 |
| ------------------- | ----- | ----- | ----- | ----- | ---- | ---- | ---- | ---- | ---- | ---- | ---- | ---- | ---- | ---- | ---- | ---- | ---- |
| Chelsea Smile       | -     | -     | -     | -     | -    | -    | -    | -    | -    | -    | -    | -    | 315  | 329  | -    | -    | -    |
| DiE4u               | -     | -     | -     | -     | -    | -    | -    | -    | -    | -    | -    | -    | -    | 593  | -    | -    | -    |
| Drown               | -     | -     | -     | -     | -    | -    | -    | -    | -    | -    | -    | -    | 591  | 552  | -    | -    | -    |
| Happy Song          | -     | -     | -     | -     | -    | -    | -    | -    | -    | -    | -    | -    | 483  | -    | -    | -    | -    |
| Kingslayer          | -     | -     | -     | -     | -    | -    | -    | -    | -    | -    | -    | -    | 638  | -    | -    | -    | -    |
| MANTRA              | -     | -     | -     | -     | -    | -    | -    | -    | -    | -    | -    | -    | 481  | -    | -    | -    | -    |
| Parasite Eve        | -     | -     | -     | -     | -    | -    | -    | -    | -    | -    | -    | -    | -    | 384  | -    | -    | -    |
| Shadow Moses        | -     | -     | -     | -     | -    | -    | -    | -    | -    | -    | -    | -    | 267  | 234  | -    | -    | -    |
| Teardrops           | -     | -     | -     | -     | -    | -    | -    | -    | -    | -    | -    | -    | -    | 388  | -    | -    | -    |
| The House of Wolves | -     | -     | -     | -     | -    | -    | -    | -    | -    | -    | -    | -    | 478  | 628  | -    | -    | -    |
| Throne              | -     | -     | -     | -     | -    | -    | -    | 55   | 60   | 58   | 62   | -    | 103  | 141  | 59   | -    | 44   |

- Tot 2012 had de Zwaarste Lijst 70 plaatsen. Dit werd vanaf 2013 verminderd tot 66. In 2021 en 2022 bevatte de lijst 666 plaatsen.